# Joseph Andrews (film)
Pour plus de détails, voir Fiche technique et Distribution.
Joseph Andrews est un film britannique réalisé par Tony Richardson, sorti en 1977.

## Fiche technique
- Titre original : Joseph Andrews
- Réalisation : Tony Richardson
- Scénario : Tony Richardson, Allan Scott, Chris Bryant, d'après le roman éponyme d'Henry Fielding
- Direction artistique : Bill Brodie
- Décors : Michael Annals
- Costumes : Michael Annals
- Photographie : David Watkin
- Montage : Thom Noble
- Musique : John Addison
- Production : Neil Hartley
  - Production associée : Anna Cottle
- Société(s) de production : Woodfall Film Productions
- Société(s) de distribution :  United Artists Corporation,  Paramount Pictures
- Pays de production : Royaume-Uni
- Année : 1977
- Langue originale : anglais
- Format : couleur (Eastmancolor) – 35 mm – 1,85:1 – mono
- Genre : comédie dramatique, aventure
- Durée : 104 minutes (Royaume-Uni) ; 99 minutes (États-Unis)
- Date de sortie : 
  - États-Unis : 9 mars 1977 (Los Angeles Film Exposition)

## Distribution
- Ann-Margret : Lady Booby alias 'Belle'
- Peter Firth : Joseph Andrews
- Michael Hordern : Parson Adams
- Beryl Reid : Mrs. Slipslop
- Jim Dale : The pedlar
- Natalie Ogle : Fanny Goodwill
- Peter Bull : Sir Thomas Booby
- Kenneth Cranham : The Wicked Squire
- Karen Dotrice : Pamela
- James Villiers : Mr Booby
- Norman Rossington : Gaffer Andrews
- Patsy Rowlands : Gammer Andrews
- Murray Melvin : Beau Didapper
- Ronald Pickup : Mr Wilson
- Penelope Wilton : Mrs. Wilson

## Récompenses et distinctions

### Nominations
- BAFTA 1978 :
  - Meilleurs costumes pour Michael Annals et Patrick Wheatley
- Golden Globe 1978 :
  - Meilleure actrice dans un second rôle pour Ann-Margret